# Masahiko Kumagai
Masahiko Kumagai (熊谷 雅彦 Kumagai Masahiko?), född 23 november 1975 i Kanagawa prefektur, är en japansk före detta fotbollsspelare.
Kumagai började sin karriär 1998 i Kashiwa Reysol. Med Kashiwa Reysol vann han japanska ligacupen 1999. 2000 flyttade han till Sagawa Express Tokyo. Efter Sagawa Express Tokyo spelade han för Roasso Kumamoto. Han avslutade karriären 2008.